# 佐野川村
佐野川村（さのがわむら）は、神奈川県津久井郡に存在した村。現在の相模原市緑区北西部に位置した。

## 地理
- 山：陣馬山、生藤山、鷹取山
- 川：沢井川、境川
- 峠：三国峠、和田峠

## 歴史

### 村名の由来
ヤマトタケルの東征時に三国山上で休息をとった折、岩に穴を掘ったところ清水が湧き出し、ヤマトタケルは「狭野尊の賜」と喜び、その泉を甘草水、下流を狭野川と名づけたという伝承による。

### 沿革
- 1889年（明治22年）4月1日 - 町村制の施行により佐野川村が単独村制。大字は設定されなかった。
- 1955年（昭和30年）7月20日 - 日連村・名倉村・牧野村・吉野町と合併して藤野町が発足。同日佐野川村廃止。
- 2007年（平成19年）3月11日 - 藤野町が相模原市に編入。
- 2010年（平成22年）4月1日 - 相模原市が政令指定都市に移行し、旧村域が緑区となる。

## 関連文献
- 「毛利庄 佐野川村」『大日本地誌大系』 第40巻新編相模国風土記稿5巻之119村里部津久井縣巻之4、雄山閣、1932年8月。NDLJP:1179240/182。